# Lunenburg (municipal district)
Lunenburg, Municipality of the District of Lunenburg – jednostka samorządowa (municipal district) w kanadyjskiej prowincji Nowa Szkocja powstała 17 kwietnia 1879 na bazie terenów w hrabstwie Lunenburg nie należących do utworzonego w 1863 dystryktu Chester, jednostka podziału statystycznego (census subdivision). Według spisu powszechnego z 2016 obszar municipal district to: 1759,59 km², a zamieszkiwało wówczas ten obszar 24 863 osoby (gęstość zaludnienia 14,1 os./km²).